# Pelecopsis papillii
Pelecopsis papillii är en spindelart som beskrevs av Nikolaj Scharff 1990. Pelecopsis papillii ingår i släktet Pelecopsis och familjen täckvävarspindlar.
Artens utbredningsområde är Tanzania. Inga underarter finns listade i Catalogue of Life.